# كارل أدولف فون باسدو
كارل أدولف فون باسدو (بالألمانية: Carl von Basedow)‏ (1799-1854) طبيب ألماني اشتهر بذكره لأعراض مرض داء غريفز، المعروف الآن باسم تضخم الغدة الدرقية.

## السيرة الذاتية
ولد باسدو في ديساو، تخرج من جامعة هاله، وبدأ كطبيب عام في مرسيبورغ في عام 1822، تزوج في وقت مبكر وأصبح كبير الموظفين الطبيين في المدينة، وهو المنصب الذي سيعقد لبقية حياته.
 في عام 1840، ذكر باسدو أعراض ما يسمى الآن مرض داء غريفز  وتوفي في مرسيبورغ في عام 1854 بعد أن أصيب بحمى معدية من جثة كان يقوم بتشريحها.

## عمله الطبي
باردو لديه ثلاثة ظروف طبية مسماة: «غيبوبة باسو»، «غيبوبة سامدة». «متلازمة العين باسدو»، والتراجع من جانب واحد من الغطاء العلوي في داء غريفز، وهو اضطراب يتميز بعدم انتظام دقات القلب، تضخم الغدة الدرقية، وجحوظ في العينين، مصطلح «مرض باسدو» اقترح من قبل جورج هيرش في «فراغه كلينيشه».